# Akademik-Fjodorow-Canyon
Koordinaten: 72° 45′ S, 32° 0′ W
Der Akademik-Fjodorow-Canyon ist ein Tiefseegraben im antarktischen Weddell-Meer. Benannt ist er auf Vorschlag des Vermessungsingenieurs und Glaziologen Heinrich Hinze vom Alfred-Wegener-Institut nach der Akademik Fjodorow (russisch Академик Фёдоров), einem russischen Forschungsschiff, das 1989 im Weddell-Meer tätig war.